# Kasumigaura
Kasumigaura è una città giapponese della prefettura di Ibaraki.